# Tshiolola Tshinyama
Tiko Tshinyama Tshiolola est un footballeur congolais (RDC) né le 12 décembre 1980 à Kinshasa.
Il a participé à la Coupe d'Afrique des nations 2006 avec l'équipe de République démocratique du Congo.

## Carrière
| Année   | Club           | Pays                             |
| ------- | -------------- | -------------------------------- |
| 2000    | AS Saint-Luc   | République démocratique du Congo |
| 2001    | TP Mazembe     | République démocratique du Congo |
| 2002    | TP Mazembe     | République démocratique du Congo |
| 2003-04 | Ajax Cape Town | Afrique du Sud                   |
| 2004-05 | Ajax Cape Town | Afrique du Sud                   |
| 2005-06 | Ajax Cape Town | Afrique du Sud                   |
| 2006-07 | Ajax Cape Town | Afrique du Sud                   |
| 2007-08 | KSC Lokeren    | Belgique                         |